# Magyar Scifitörténeti Társaság
Magyar Scifitörténeti Társaság (MASFITT)
Minden sci-fi, amit annak tartunk...

## Történet
Az ELTE BTK-n belül működő, dr. S. Sárdi Margit által vezetett SF-szakszemináriumból nőtt ki a Magyar Scifitörténeti Társaság. 
Célja a magyar nyelven írt sci-fi történetének kutatása tudományos eszközökkel, tanulmányok, kiadványok publikálása a témakörben, részvétel a szakmai rendezvényeken, fórumokon. A MASFITT nem tesz különbséget „ponyva” és „magas” irodalom között, hanem a sci-fi-t mint témát vizsgálja.
Részletes kódlistát közölnek a honlapjukon a SF általuk felállított témaköreiről, segítve az egyes művek besorolását. Folyamatosan dolgoznak bibliográfiákon, íróportrékon és a rendszerváltozás előtti magyar sci-fi-t feldolgozó lexikon címszavain. A MASFITT tekinthető a hazai SF élet egyetlen hivatalosan is tudományos fórumának, s sokat tett azért, hogy lebontsa a SF-t körülvevő irodalmi gettó falait.

## Szervezet
A MASFITT elnöke S. Sárdi Margit, az ELTE Magyar Irodalomtörténeti Intézetének docense, tiszteletbeli elnöke pedig Bogáti Péter, aki életművével mindenképp rászolgált erre a tisztségre.

## Alapító tagjai
Balogh Dániel; Csordás Attila; Csuti Emese; Csuti Melinda; Földvári József; Hargitai Henrik; Joó Attila; Kánai András; Képes Gábor; Kolozsvári Zsófia; Kozsák Rudolf Árpád; Lieber Ildikó; Nagy András Ödön; Németh Attila; Pogány Dalma; Rinyu Zsolt; Riskó Zsófia; Schulz Judit; Simon Péter; Sipos Balázs; Sipos Lilla; Somogyi Eszter; Szabó Gábor; Szarka Emese; Várhegyi Júlia; Winter Katalin

## Közreműködéseik
Tevékenyen részt vettek a MetaGalaktika 11 - A magyar SF krónikája kiadvány létrehozásában